# Choni
Choni (gruzínsky ხონი) je město v západní Gruzii v regionu Imereti. Je situované na levém břehu řeky Cchenisckali a nachází se 266 km západně od hlavního města Tbilisi.
Ekonomika je založená na zemědělství, zvláště na čajové produkci. Choni je známá jako obchodní lokalita a početná ortodoxní diecéze ve středověku. Město samotné bylo založeno v 6. nebo 9. století. Status města získalo Choni v roce 1921. V roce 1936 bylo nazváno Culukidze (gruzínsky წულუკიძე), po tamním rodákovi a marxistickém revolucionáři Alexandru Culukidzem. Roku 1990 se město vrátilo k původnímu názvu.